# Louis Calvet
Louis Calvet, né le 7 avril 1868 à Rodome (Aude) et mort le 8 septembre 1930 à Perpignan, était un professeur de zoologie à la faculté de sciences de l'université de Clermont-Ferrand.

## Grades
- Licencié ès sciences naturelles (juillet 1893)
- Docteur ès sciences naturelles (juin 1900)

## Fonctions
- Maître répétiteur au lycée de Carcassonne (octobre 1886 à novembre 1891).
- Préparateur adjoint de Zoologie à la Faculté des sciences de Montpellier (décembre 1893 à novembre 1894).
- Préparateur de Zoologie à la Faculté des Sciences de Montpellier (novembre 1894 à janvier 1901).
- Chargé des fonctions de Chef des Travaux pratiques de Zoologie près la Faculté des Sciences de Montpellier, pendant l'année scolaire 1896-1897.
- Chef des Travaux de Zoologie à la Faculté des Sciences de Montpellier et attaché en celle qualité à la Station Zoologique de Cette (janvier 1901 à juin 1902).
- Sous-Directeur de la Station Zoologique de Cette (depuis juin 1902).
- Chargé d'un Cours public, libre et autorisé par l'Université de Montpellier, pendant les années scolaires 1904-1905 et 1905-1906.
- Chargé du Cours de Zoologie préparatoire au Certificat d’Études physiques, chimiques et naturelles (P.C.N.) depuis novembre 1907.
- Chargé d'un Cours complémentaire de Zoologie, préparatoire au Certificat d’Études supérieures de Zoologie, novembre 1909 à      mars 1912.
- Professeur de Zoologie à la faculté des sciences de l'Université de Clermont-Ferrand depuis avril 1912.
- Nommé professeur honoraire à la faculté des sciences de l'université de Clermont-Ferrand - décret du 8 août 1929

## Biographie
Il est le fils d'un artisan charron originaire de Niort-de-Sault et d'une aubergiste (une rue lui est dédiée[Où ?]).
Pressé par son instituteur, qui repère ses capacités scolaires, il devient en 1886 maître répétiteur au lycée de Carcassonne. Étudiant à l'université de Montpellier en matières médicales et scientifiques, licencié en sciences naturelles en 1893, chef des travaux pratiques du laboratoire, sous directeur de la station zoologique de Sète, en 1902.
Il soutient une thèse sur les bryozoaires ectoproctes en 1900, classant ceux qui provenaient des campagnes scientifiques du prince de Monaco et du commandant Charcot.
Il est l'auteur en 1897 d'un guide des travaux de zoologie, lauréat de l'Académie des sciences et des lettres de Montpellier, collaborateur des services de la marine, de l'ostréiculture et de la pisciculture.
Élu en 1912 à la chaire zoologique de l'université de Clermont-Ferrand, chef du service antipaludique, avec étude sur les anophèles, auteur en 1919 d'un atlas de morphologie et d'anatomie des métazoaires, il procède à la détection des parasites des plantes cultivées et d'animaux domestiques.
Il est aussi l'auteur de l'histoire ostréicole de l'étang de Thau, où il a découvert la source d'une infection des huitres (guérie par simple brossage). Il est aussi l'auteur d'un dictionnaire des pêches maritimes.
Il est décédé des suites d'une hémorragie cérébrale.
Adeonella calveti Canu et Basler, 1930, a été nommée en son honneur.

## Titres divers
- Lauréat de la Faculté des Sciences de Montpellier, Prix de la Ville de Montpellier - 1893
- Lauréat de l'Académie des Sciences et Lettres de Montpellier, Prix Lichtenstein 1897 et 1903.
- Officier d'académie - 13 juillet 1900
- Officier de l'Instruction publique - 1907
- Membre de la Société Centrale d'Aquiculture et de Pêche - 17 octobre 1907
- Médaille de 1re classe de la Société Nationale d'Acclimatation de France - 1911
- Diplôme d'honneur à l'exposition internationale de Turin (classe 84) - 1911
- Première grande médaille de la Société Centrale d'Aquiculture et de la Pêche - 1913
- Chevalier de l'ordre du Mérite agricole - 2 juin 1913
- Membre du comité technique de l'office central faunistique de France - 15 mai 1919
- Officier de l'ordre du Mérite agricole - 1920
- Chevalier de la Légion d'honneur - 3 février 1929
- Membre de la société zoologique de France

### Travaux scientifiques
- Description des Bryozoaires recueillis dans le golfe de Gascogne par le "Caudan" (Annales de l'Université de Lyon,1896).
- Traité de détermination des Bryozoaires de la Méditerranée (1896).
- Étude systématique des Bryozoaires marins de la région de Cette (Manuscrit déposé à l'Académie des Sciences de Montpellier, 1896).
- Guide de l'Étudiant dans les Travaux pratiques de Zoologie (L. Combes, auto graveur, Montpellier, 1897).
- Sur la structure et le développement de la larve des Bryozoaires chéilostomes (Comptes rendus de l'Académie des Sciences, 4 juillet 1898)
- Sur l'origine du polypide des Bryozoaires ectoproctes marins (Comptes rendus de l'Académie des Sciences, 18 juillet 1898).
- Contribution à l'Histoire naturelle des Bryozoaires ectoproctes marins (Travaux de l'Institut de Zoologie de l'Université de Montpellier et de la Station Zoologique de cette; Mémoire 18, 1900. Thèse de doctorat ès sciences.)
- Bryozoaires (Détermination des) récoltés par H. Gadeau de Kerville sur les côtes de Normandie (Recherches sur les faunes marine et maritime de la Normandie, par H. G. de Kerville, 3e voyage,1901).
- Matériaux pour servir à l'Histoire de la Faune des Bryozoaires des côtes françaises :  I. Bryozoaires marins de la région de Cette (Travaux de l'Institut de Zoologie de l'Université de Montpellier, mémoire no 11, 1902).
- II. Bryozoaires marins des côtes de Corse (Travaux de l'Institut de Zoologie de l'Université de Montpellier, mémoire no 12, 1902).
- Rapport sur le développement de nombreux bancs ostréicoles dans l'étang de Thau, et sur la nécessité de les protéger au point de vue de l'avenir ostréicole et piscicole de cet étang (Rapport adresse à l'Administration de la Marine, 30 janvier 1903).
- Rapport sur un nouvel engin de pêche, destiné à remplacer le grand gangui, suivi de considérations générales sur le de dépoissonnement des eaux marines (Rapport adressé à l'Administration de la Marine, 5 février 1903).
- Description d'une nouvelle espèce de Bryozoaire cténostome du genre Alcyonidium Lamx. (A Brucei) (Bulletin de la Société Zoologique de France, t. XXIII, 1903.)
- Bryozoaires provenant des campagnes scientifiques de "l'hirondelle". 1886-1888 (Résultats des campagnes scientifiques, accomplies sur son yacht par Albert I" prince souverain de Monaco, fascicule 23, 1903); en collaboration avec J. Jullien.
- Description de quelques espèces de Bryozoaires, nouvelles ou incomplètement décrites, de la région sub-antarctique de l'Océan Atlantique (Bulletin de la Société Zoologique de France, 1. XXIV, 1904).
- Hamburger magalhaensische Sammelreise : Bryozoen (Ergebnisse magalhaensische Sammelreise,1904).
- La distribution géographique des Bryozoaires marins et la théorie de la bipolarité (Comptes rendus de l'Académie des Sciences 1904).
- La Station Zoologique de Cette. Son origine, son évolution, son organisation actuelle, avec une esquisse de la faune et de la flore marines de la région (Travaux de l'Institut de Zoologie de Montpellier, mémoire no 15, 1904).
- Note préliminaire sur le cétacé capturé à Cette, le 6 octobre 1904 [BALÆNOPTERA PHYSALUS (L.)] (Bulletin du Muséum d'Hist. nat., 1905); en collaboration avec R. ANTHONY.
- Étude systématique des Bryozoaires marins des collections du Musée royal d'Histoire naturelle de Bruxelles (Annales de la Société royale zoologique et malacologique de Belgique, 1. XXXIX, 1905).
- Note sur les Penella BALÆNOPTERA (K. et D.) recueillies sur BALÆNOPTERA PHYSALUS (L.) de Cette (Bulletin du Muséum d'Hist. nat.,1905); en collaboration avec R. ANTHONY.
- Recherches faites sur le cétacé capturé à Cette, le 6 octobre 1904 (BALÆNOPTERA PHYSALUS L.) (Bulletin de la Société Philomatique, 1905); en collaboration avec R. ANTHONY.
- Note préliminaire sur les Bryozoaires (Chéilostomes) récoltés par les Expéditions du "TRAVAILLEUR." (1881-82) et du "TALISMAN"(1883) (Bulletin du Muséum d'Histoire naturelle,1906).
- Deuxième Note préliminaire sur les Bryozoaires (Chéilostomes (suite). Cyclostomes et Cténostomes], récoltés par les Expéditions du "TRAVAILLEUR" (1881-1882) et du TALISMAN" (1883) (Bulletin du Muséum d'Histoire naturelle, 1906).
- Note sur Bugula dentata (Lamx.) et Retepora denticulata Busk, Bryozoaires d'Amboine (Revue suisse de Zoologie, t. XIV, 1906).
- Étude systématique des Bryozoaires récoltés par les Expéditions du "TRAVAILLEUR" (1881-82) et du TALISMAN" (1883). T. VII.
- Sur la toxicité des Huîtres de Cette et de l'étang de Thau (Mémoires et Comptes rendus des séances du Congrès national des Pêches maritimes de Bordeaux, 1907).
- Étude systématique des Bryozoaires récoltés par l'Expédition antarctique française (1903-1905), commandée par le Dr Jean Charcot 1909.
- La Diatomée bleue et le verdissement des Huîtres dans les bassins de "L'Ostréiculture Méridionale" à Balaruc-les-Bains (Hérault) (C. R. Soc. de Biologie, t. LXVI, 1909), en collaboration avec P. PAUL.
- Sur le creusement d'un des graus dits des Onglous, en vue de régulariser les conditions physico-chimiques des eaux de l'étang de Thau (Mémoires et Comptes rendus du Ve Congrès nat. des pêches maritimes des Sables-d'Olonne,1909).
- Invertébrés marins utilisés pour la consommation ou servant d'appât dans les différents genres de pêche (Mém. el C. R. du Ve Congrès nat. des Pêches maritimes des Sables-d'Olonne, 1909).
- Contribution à l'étude du verdissement des Huîtres (Mém. d C. R. du Ve Congrès nat. des Pêches maritimes des Sables-d'Olonne, 1909, et Bulletin Soc. Enseignement tech. et profess. des Pêches, septembre 1909).
- L'Ostréiculture à Cette et dans la région de l'étang de Thau (Bulletin Soc. centr. d'Agriculture et de Pêche, t. XXI, 1909, et L. XXII, 1910)
- Sur la vitalité de la Diatomée bleue et la possibilité de l'ensemencement de cette Navicule à l'aide d'huîtres vertes (C. R. Soc.de Biologie, I. LXVIII, 1910).
- Sur deux espèces nouvelles de Bryozoaires de la méditerranée : Idmonea arborea n.sp. et Amathia Pruvoti n.sp. (Arch. de zoologie expérimentale et générale 1911 (5) Tome VIII).
- Diagnoses de quelques espèces nouvelles de Bryozoaires cyclostomes, provenant des campagnes scientifiques accomplies par S.A.S. le Prince de Monaco, à bord de la "Princesse Alice" 1889-1910 (Bulletin institut Océanographique no 215-1911).
- Sur un Bryozoaire Cténostome Watersia Paessleri n.g., n.sp. parasitant le cornus d'une synascidie (Polyzoa gordiana Michaelson) (Comptes rendus académie des sciences de Paris, t.154- 1912)
- A propos de Watersia Paessleri, Bryozoaire parasite.(Compte rendu académie des sciences de Paris,t.154-1912)
- Collection de planches murales se rapportant à la morphologie et à l'anatomie de quelques animaux utilisés dans les dissections.
- Sur un cas d’atrophie de la veine cave supérieure droite chez le mouton (Bulletin société zoologique de France, t.42-1917)
- (L'université de Clermont-Ferrand et le pays d'Auvergne) La faculté des sciences (son origine, son évolution, son organisation actuelle, grades et diplômes conférés) avec des considérations générales sur l'enseignement supérieur scientifique en France et sur les conditions particulières dans lesquelles cet enseignement est donné à l'université de Clermont-Ferrand.1918
- Atlas de morphologie et d'anatomie animales pour servir de complément iconographique au cours public de zoologie et d'anatomie comparée de 1917 à 1922.
- Nouvelle contribution à l'histoire de la Faune des Bryozoaires de la Méditerranée occidentale (Arch. zool. expèr. et génér. 1927,t.6.N et Rev.1).
- Bryozoaires de Monaco et environs (Bulletin institut océanographique, no 503 -1927).
- Documents faunistiques sur les Bryozoaires marins des côtes françaises de l'atlantique et les côtes africaines de la méditerranée occidentale.(Bulletin institut océanographique no 530-1928).
- Bryozoaires provenant des campagnes scientifiques de la "Princesse Alice" 1889-1910.

### Source
- Professeur Jean-Loup d'Hondt (Muséum d'histoire naturelle de Paris - Laboratoire de biologie des invertébrés et de malacologie) Biographie de Louis Calvet
- Liste des travaux scientifiques de M. L. Calvet Imprimé annoté par Louis Calvet